# Mónica Ottino
Mónica Ottino (Buenos Aires, 1943) es una dramaturga y guionista argentina

## Biografía
Es graduada en Letras por la Universidad Católica Argentina. y colaboradora de los diarios La Nación, La Gaceta de Tucumán y asesora de la revista Letras de Buenos Aires.
Su obra Eva y Victoria se presentó desde 1992 a 1998, bajo la dirección de Oscar Barney Finn y las actuaciones en el Festival Iberoamericano de Teatro de Bogotá, así como en otros escenarios americanos y europeos.[cita requerida]
Por esa obra recibió el premio “José María Vilches”, otorgado por la municipalidad de Mar del Plata.
Escribió el guion de la película Lola Mora (1996).
En noviembre de 2022 fue reconocida Personalidad Destacada de la Ciudad Autónoma de Buenos Aires en el ámbito de la Cultura por la Legislatura porteña.